# André de Azevedo
André de Azevedo, né le 8 juillet 1959 à São José dos Campos est un pilote de rallyes brésilien, spécialiste de rallyes-raids moto puis en camions.

## Palmarès

### Rallye Dakar

#### Moto
Sur Yamaha
- 1988 : Abandon
- 1990 : 22e
- 1991 : 21e
- 1993 : 9e
- 1994 : 15e

Sur KTM
- 1996 : 24e
- 1997 : 15e

#### Camion
Sur Tatra
- 1999 : 3e (2 étapes)
- 2000 : 4e (2 étapes)
- 2001 : Abandon (1 étape)
- 2002 : 10e (3 étapes)
- 2003 : 2e (2 étapes)
- 2004 : 6e
- 2005 : Abandon
- 2006 : 4e
- 2007 : 5e
- 2009 : 6e
- 2010 : Abandon
- 2011 : Abandon
- 2012 : 8e